# Wollert Konow (1809–1881)

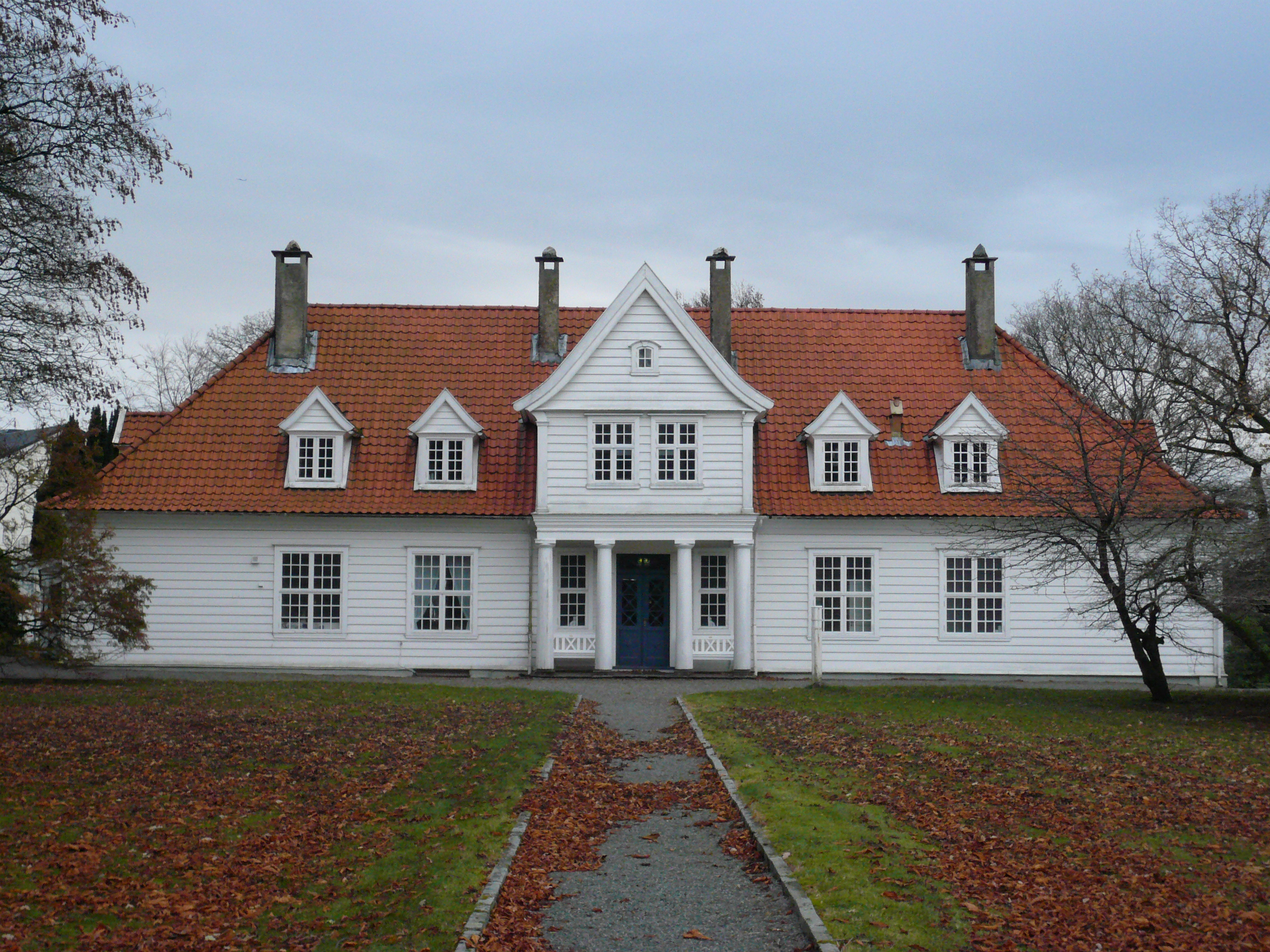
Gården Stend.

Wollert Konow, född den 16 juli 1809 i Bergen, död den 9 september 1881, var en norsk författare. Han var son till Wollert Konow (1779–1839), bror till Carl Konow (1806–1876) och far till Wollert Konow (1845–1924).
Konow tog 1835 doktorsgraden i Göttingen och bosatte sig 1841 – efter att ha gift sig med Öhlenschlägers dotter Marie Louise – på gården Stend i Fane pastorat vid Bergen. Han hade dittills ägnat sig åt skönlitterärt författarskap, som med undantag av femaktsdramat Manfred (1840) för länge sedan fallit i glömska. Åren 1854–1856 satt han i stortinget. 
Som bidrag till tidens och skandinavismens historia må nämnas Konows tillfällighetsskrifter Nogle Ord om Danmark (1845), Om Partierne i Stortinget og Landet (1846), Danmark i dets Forhold til Tydskland (1849–1850) och Nutids- og Fremtidsblik (1865). Hans hustru utgav på sin höga ålderdom (1902) en serie ungdomsminnen från sina föräldrars hem.